# 夏井村 (福島県石城郡)
夏井村（なついむら）は福島県南東部、石城郡に属していた村。現在のいわき市中央部（平地区）、太平洋に面した夏井川河口右岸にあたる。なお現在、旧村域に属する大字は平を冠する。

## 地理
- 河川：夏井川

## 歴史
- 1889年（明治22年）4月1日 - 町村制の施行により、上大越村、下大越村、荒田目村、山崎村、菅波村、藤間村が合併して磐前郡夏井村が発足。
- 1896年（明治29年）4月1日 - 所属郡が石城郡に変更。
- 1954年（昭和29年）10月1日 - 平市に編入。同日夏井村廃止。
- 1966年（昭和41年）10月1日 - 平市が常磐市・磐城市・内郷市・勿来市、石城郡小川町・遠野町・四倉町・川前村・田人村・好間村・三和村、双葉郡久之浜町・大久村と合併していわき市が発足。

## 交通

### 鉄道路線
最寄り駅は常磐線草野駅。

### 道路
現在は国道6号常磐バイパスが旧村域を通過するが、当時は未開通。

## 出身著名人
- 鈴木辰三郎（衆議院議員）